# Sagelat
Sagelat település Franciaországban, Dordogne megyében. Lakosainak száma 317 fő (2022. január 1.). Sagelat Saint-Germain-de-Belvès, Carves, Pays-de-Belvès, Monplaisant és Siorac-en-Périgord községekkel határos.

## Népesség
A település népessége az elmúlt években az alábbi módon változott:
| Lakosok száma | 261  | 302  | 300  | 348  | 311  | 304  | 313  | 319  | 317  | 317  |
|               | 1968 | 1982 | 1990 | 2006 | 2013 | 2015 | 2017 | 2019 | 2020 | 2022 |